# Eublemma basifusca
Eublemma basifusca là một loài bướm đêm trong họ Erebidae.